# الای فایننشل
الای فایننشل (به انگلیسی: Ally Financial) شرکت هلدینگ بانک و خدمات مالی آمریکایی است، که در زمینه ارائه خدمات لیزینگ و سرمایه‌گذاری خودرو، بانکداری الکترونیک و عرضه وام مسکن فعالیت می‌کند.
شرکت الای فایننشل در سال ۱۹۱۹ توسط جنرال موتورز و با هدف ارائه خدمات مالی در صنعت خودروسازی راه‌اندازی شد. در پی بروز بحران مالی ۲۰۱۲–۲۰۰۷ این شرکت تا مرز ورشکستگی پیش رفت، که با کمک ۵ میلیارد دلاری وزارت خزانه‌داری ایالات متحده آمریکا تثبیت گردید. الای فایننشل در ۷۵٪ از مراکز فروش جنرال موتورز دارای شعبه می‌باشد و هم‌اکنون دارای شبکه‌ای از ۶٫۴۵۰ شعبه ارائه خدمات، در کشورهای مختلف می‌باشد و بیش از ۱۵ میلیون مشتری در سراسر جهان دارد.
دفتر مرکزی این شرکت در شهر دیترویت، میشیگان قرار دارد دولت فدرال ایالات متحده آمریکا با ۷۳ درصد، جنرال موتورز با ۴ درصد و مدیریت سرمایه سربروس با ۸ درصد، سهام‌داران اصلی این شرکت محسوب می‌شوند.